# 原科幸彦
原科 幸彦（はらしな さちひこ、1946年8月6日 - ）は、日本の環境工学者。工学博士（東京工業大学・1975年）。2012年より千葉商科大学政策情報学部教授、2014年4月より同学部長、2017年3月より学長。東京工業大学名誉教授。専門は社会工学、環境計画・政策、環境アセスメント、住民参加、合意形成。
これまでに、環境庁国立公害研究所（現・国立環境研究所）主任研究員、マサチューセッツ工科大学 客員研究員、東京工業大学工学部社会工学科教授、同大大学院総合理工学研究科研究科長、国際影響評価学会（IAIA）・会長、日本計画行政学会・会長、日本不動産学会・会長などを歴任。2013年、国際影響評価学会の最高賞であるローズ・ハーマン賞（Rose-Hulman Award）を受賞した。2016年、国際会議の議長を務めた。2016年、NHKの視点・論点にも出演。また、10月には、東京都の地下の問題について、アセスメントを研究する立場として言及している。

## 人物
1946年静岡県静岡市生まれ。愛媛県松山市、東京都育ち。東京工業大学理工学部建築学科卒業、大学院修士課程後、大学院博士課程修了（いずれも建築学専攻）。環境アセスメントの適用範囲を巨大事業だけに限定している日本の制度が中国やアメリカに比べて遅れている点を早い時期から指摘していた。また、研究だけに留まらず国際協力銀行(JBIC)や国際協力機構(JICA)等の環境社会配慮ガイドラインを策定、国や自治体の環境関係委員会の委員、委員長を歴任するなど環境アセスメントの推進に尽力してきた。2013年には、これらの功績が称えられ、国際影響評価学会(IAIA)の最高賞であるローズ・ハーマン賞（Rose-Hulman Award）をアジア圏で初めて受賞した。近年は特に米国などで取り入れられている簡易アセスメントの日本への導入を提唱している。東京工業大学で教鞭を執った30年間で博士号取得者を40名以上輩出するなど、人材育成にも力を入れる。

## 学歴
- 1965年　東京都立立川高等学校卒業
- 1969年　東京工業大学理工学部建築学科卒業
- 1971年　東京工業大学大学院理工学研究科建築学専攻 修士課程修了
- 1975年　東京工業大学大学院理工学研究科建築学専攻 博士課程修了、工学博士の学位を取得
- 学位論文「都市における移動時間特性にもとづく都市空間評価に関する研究 」[9]。

## 職歴
- 1975年　東京工業大学助手
- 1976年　環境庁国立公害研究所（現:国立環境研究所）研究員
- 1980年　環境庁国立公害研究所（現・国立環境研究所）主任研究員
- 1981年　マサチューセッツ工科大学 客員研究員[3]
- 1983年　東京工業大学 工学部社会工学科 助教授
- 1995年　東京工業大学 工学部社会工学科 教授
- 1998年　東京工業大学 大学院総合理工学研究科 教授
- 2010年　東京工業大学 大学院総合理工学 研究科長
- 2012年3月　東京工業大学を定年退職
- 2012年4月　千葉商科大学 政策情報学部 （専任）教授、東京工業大学名誉教授
- 2014年4月　千葉商科大学 政策情報学部 学部長[2]
- 2017年3月　千葉商科大学 学長[10]

## 学会活動
- 国際影響評価学会（IAIA）・会長職理事（2008-2011年）
- 日本計画行政学会・会長（2008-2011年）[11]
- 環境アセスメント学会・副会長（2002-2012年）
- 日本不動産学会・副会長（2008年-2018年）[2]
- 日本不動産学会・会長（2018年-）[12]

## 役職
- 国際協力機構（JICA）環境社会配慮の遵守に関する異議申立・審査役
- 日本貿易振興機構（JETRO）環境社会配慮諮問委員会・委員長
- 環境省 化学物質と安全円卓会議・共同座長
- 環境省 環境影響評価制度総合研究会・委員
- 沼津市環境審議会・会長
- 葉山町環境審議会・会長[2]
- 長野県中信地区廃棄物処理施設検討委員会委員長[13]
- 日本不動産学会常務理事[14]

## 賞歴
- 日本計画行政学会　功績賞　（2013年）
- 日本不動産学会　田中啓一賞　（2013年）
- 国際影響評価学会(IAIA)ローズ・ハーマン賞（2013年）
- 国際協力機構(JICA)「理事長賞」（2011年）
- 文部科学大臣表彰・科学技術賞 （2011年）
- 環境科学会学会賞（2010年）
- 日本地域学会著作賞（2007年）
- 環境科学会学術賞（2007年）
- 日本不動産学会論文賞（2007年）
- 日本不動産学会論説賞（2006年）
- 日本環境共生学会著述賞（2005年）
- 環境情報科学センター賞（学術論文賞）（2005年)
- 日本不動産学会著作賞（2003年）
- 日本計画行政学会論説賞（1995年）
- 日本計画行政学会論文賞（1990年）
- 新渡戸フェロー（1981年）

ほか

## 著作

### 単著
- 『環境アセスメントとは何か：対応から戦略へ』（岩波書店、2011年)

### 編著
- 『環境アセスメント』（放送大学教育振興会、1994年/改訂版・2000年）
- 『市民参加と合意形成：都市と環境の計画づくり』（学芸出版社、2005年）
- 『環境計画・政策研究の展開』（岩波書店、2007年）

### 共編著
- （寄本勝美・寺西俊一）『地球時代の自治体環境政策』（ぎょうせい、2002年）
- （鈴木基之）『人間活動の環境影響』（放送大学教育振興会、2005年）
- （小泉秀樹）『都市・地域の持続可能性アセスメント：人口減少時代のプランニングシステム』（学芸出版社、2015年）

### 監修
- （横田勇/環境アセスメント研究会編）『環境アセスメント基本用語辞典』（オーム社、2000年）

### 訳書
- J.ルウェエマム『低開発と産業化：タンザニアにおける歪んだ経済開発』（熊田禎宣と共訳、岩波書店、1987年）

### 分担執筆
- （環境庁環境アセスメント研究会監修）『世界の環境アセスメント』（ぎょうせい、1996年）
- （B・サドラー、R・フェルヒーム著、国際影響評価学会日本支部訳）『戦略的環境アセスメント：政策・計画の環境アセスの現状と課題』（ぎょうせい、1998年）
- （環境影響評価制度研究会編）『戦略的環境アセスメントのすべて』（ぎょうせい、2009年）
- （金森久雄・荒憲治郎・森口親司編）『有斐閣経済辞典（第5版）』（有斐閣、2013年）